# Chézy-sur-Marne
Chézy-sur-Marne és un municipi francès situat al departament de l'Aisne i a la regió dels Alts de França. L'any 2007 tenia 1.325 habitants.

## Demografia

### Població
El 2007 la població de fet de Chézy-sur-Marne era de 1.325 persones. Hi havia 524 famílies de les quals 128 eren unipersonals (52 homes vivint sols i 76 dones vivint soles), 216 parelles sense fills, 144 parelles amb fills i 36 famílies monoparentals amb fills.
La població ha evolucionat segons el següent gràfic:
Habitants censats

### Habitatges
El 2007 hi havia 634 habitatges, 530 eren l'habitatge principal de la família, 68 eren segones residències i 36 estaven desocupats. 553 eren cases i 76 eren apartaments. Dels 530 habitatges principals, 391 estaven ocupats pels seus propietaris, 123 estaven llogats i ocupats pels llogaters i 16 estaven cedits a títol gratuït; 9 tenien una cambra, 48 en tenien dues, 90 en tenien tres, 138 en tenien quatre i 246 en tenien cinc o més. 354 habitatges disposaven pel capbaix d'una plaça de pàrquing. A 270 habitatges hi havia un automòbil i a 193 n'hi havia dos o més.

### Piràmide de població
La piràmide de població per edats i sexe el 2009 era:
| Homes | Edats   | Dones |
| ----- | ------- | ----- |
| 1     | 95 o +  | 6     |
| 10    | 90 a 94 | 18    |
| 6     | 85 a 89 | 41    |
| 5     | 80 a 84 | 25    |
| 24    | 75 a 79 | 32    |
| 15    | 70 a 74 | 27    |
| 25    | 65 a 69 | 32    |
| 40    | 60 a 64 | 22    |
| 25    | 55 a 59 | 37    |
| 50    | 50 a 54 | 49    |
| 55    | 45 a 49 | 59    |
| 55    | 40 a 44 | 48    |
| 68    | 35 a 39 | 52    |
| 21    | 30 a 34 | 35    |
| 39    | 25 a 29 | 40    |
| 37    | 20 a 24 | 19    |
| 28    | 15 a 19 | 25    |
| 34    | 10 a 14 | 64    |
| 53    | 5 a 9   | 25    |
| 21    | 0 a 4   | 38    |

## Economia
El 2007 la població en edat de treballar era de 844 persones, 603 eren actives i 241 eren inactives. De les 603 persones actives 555 estaven ocupades (297 homes i 258 dones) i 48 estaven aturades (24 homes i 24 dones). De les 241 persones inactives 87 estaven jubilades, 79 estaven estudiant i 75 estaven classificades com a «altres inactius».

### Ingressos
El 2009 a Chézy-sur-Marne hi havia 529 unitats fiscals que integraven 1.261,5 persones, la mediana anual d'ingressos fiscals per persona era de 20.555 €.

### Activitats econòmiques
Dels 56 establiments que hi havia el 2007, 1 era d'una empresa extractiva, 4 d'empreses alimentàries, 3 d'empreses de fabricació d'altres productes industrials, 12 d'empreses de construcció, 9 d'empreses de comerç i reparació d'automòbils, 2 d'empreses de transport, 1 d'una empresa d'hostatgeria i restauració, 1 d'una empresa immobiliària, 6 d'empreses de serveis, 11 d'entitats de l'administració pública i 6 d'empreses classificades com a «altres activitats de serveis».
Dels 14 establiments de servei als particulars que hi havia el 2009, 1 era una oficina de correu, 2 paletes, 1 guixaire pintor, 2 fusteries, 1 lampisteria, 2 electricistes, 1 empresa de construcció, 3 perruqueries i 1 agència immobiliària.
Dels 4 establiments comercials que hi havia el 2009, 1 era una botiga de menys de 120 m², 2 carnisseries i 1 una botiga de mobles.
L'any 2000 a Chézy-sur-Marne hi havia 31 explotacions agrícoles que ocupaven un total de 1.495 hectàrees.

## Equipaments sanitaris i escolars
L'únic equipament sanitari que hi havia el 2009 era una farmàcia.
El 2009 hi havia 1 escola maternal integrada dins d'un grup escolar amb les comunes properes formant una escola dispersa i 1 escola elemental.

## Poblacions més properes
El següent diagrama mostra les poblacions més properes.